# Vincent Rizzotto
Vincent Michael Rizzotto (ur. 9 września 1931 w Houston, zm. 17 stycznia 2021 tamże) – amerykański duchowny katolicki, biskup pomocniczy Galveston-Houston w latach 2001–2006.

## Życiorys
Święcenia kapłańskie otrzymał 26 maja 1956 i inkardynowany został do ówczesnej diecezji Galveston. Pracował głównie jako proboszcz kilku parafii w Houston. Ponadto pełnił funkcje oficjała sądu diecezjalnego (1962–1970), a także wikariusza generalnego archidiecezji (1996–2006).
22 czerwca 2001 papież Jan Paweł II mianował go biskupem pomocniczym diecezji Galveston-Houston ze stolicą tytularną Lamasba. Sakrę otrzymał z rąk ówczesnego ordynariusza Josepha Fiorenzy. Na emeryturę przeszedł 6 listopada 2006.